# 哈維·伊利亞納
哈維·伊利亞納（西班牙語：Javier Illana；1985年9月12日—）是一位西班牙跳水運動員。他擅長三米板項目。他代表西班牙參加了2004年、2008年和2012年奧運會男子跳水的比賽。